# Ciațiu

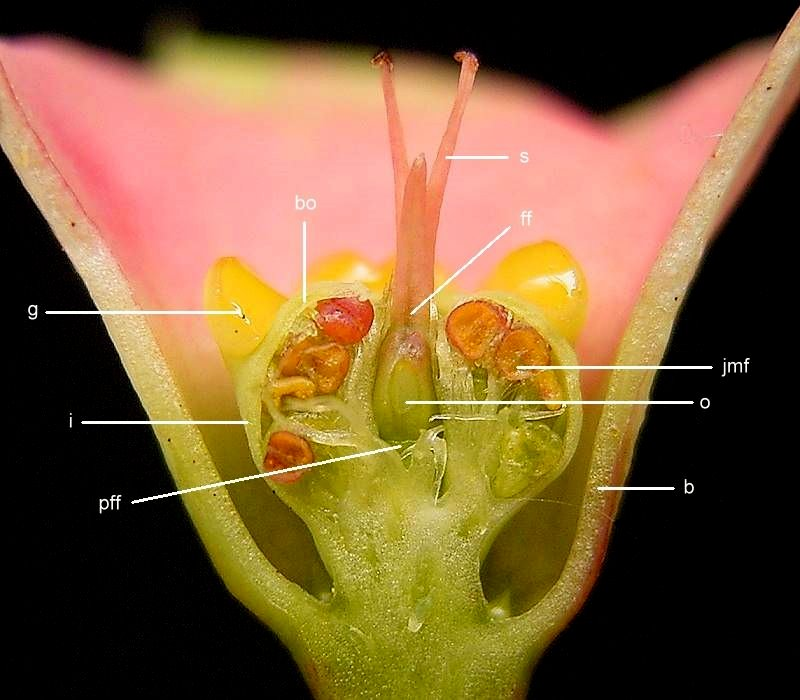
b bractee g nectare mf floare masculină a anteră ff floare feminină o ovar s stil

Ciațiul este un tip de pseudantie („floare falsă”) specializată care formează inflorescența plantelor din genul Euphorbia (Euphorbiaceae). Un ciațiu constă din:
- Cinci (rareori patru) bracteole. Acestea sunt bractee mici, unite, care formează un involucru asemănător cupei. Vârfurile lor superioare sunt libere și acoperă la început deschiderea involucrului. Acestea se alternează cu:
- Cinci (1 până la 10) glande nectare, care uneori sunt contopite.
- O floare feminină extrem de mică, care stă în centru la baza involucrului, constând dintr-un ovar pe o tulpină scurtă cu pistil și înconjurată de:
- Cinci grupuri (un grup la baza fiecărei bracteole) de flori masculine extrem de mici, care constă fiecare dintr-o singură anteră pe o tulpină.

Caracteristicile florale ale ciațiilor sunt subliniate de glandele nectar viu colorate și adesea de apendicele de tip petală ale glandelor nectare sau de bracteele viu colorate, asemănătoare petalelor, poziționate sub ciații. Bractele asemănătoare petalelor din secțiunea Goniostema ale plantelor Euphorbia sunt numite ciațiofile. Aici raportul femelă-mascul este de 1:α
Ciațiile sunt uneori solitare, dar sunt de obicei grupate în cimi, inflorescențe de ordinul al doilea, în pseudumbeluri, pe tulpini ramificate dihotomic sau în așa-numitele cimi simple care constă dintr-un ciațiu central și doi laterali.
Într-un grup de specii din Madagascar din subfamilia Euphorbia secțiunea Goniostema (E. aueoviridiflora, E. capmanambatoensis, E. iharanae, E. leuconeura, E. neohumbertii, E. viguieri) există tendința creșterii ulterioare a pseudantiului din cimă. Probabil ca adaptare la polenizarea de către păsări, ciațiile au devenit specializate: majoritatea ciațiilor au ciațiofile verticale care le înconjoară în mod protector, dar fac glandele nectare inaccesibile. Pentru a compensa, între ele se află ciațiiul steril goal, al cui singur scop este producția de nectar.

## Sursă
- Sandro Pignatti, Flora d'Italia, Edagricole, Bologna 1982. ISBN: 88-506-2449-2